# Dorna (Cervantes)
Dorna (llamada oficialmente Santa María de Dorna) es una parroquia española del municipio de Cervantes, en la provincia de Lugo, Galicia.

## Organización territorial
La parroquia está formada por cinco entidades de población:

### Entidades de población
Entidades de población que forman parte de la parroquia:
- Ardevila
- Borzoado
- O Chao
- Folgueiroa

### Despoblado
Despoblado que forma parte de la parroquia:
- Estremar de Baixo

## Demografía
| Gráfica de evolución demográfica de Dorna entre 2000 y 2019 |
|                                                             |
| Datos según el nomenclátor publicado por el INE.            |